# Castelo de Armadale

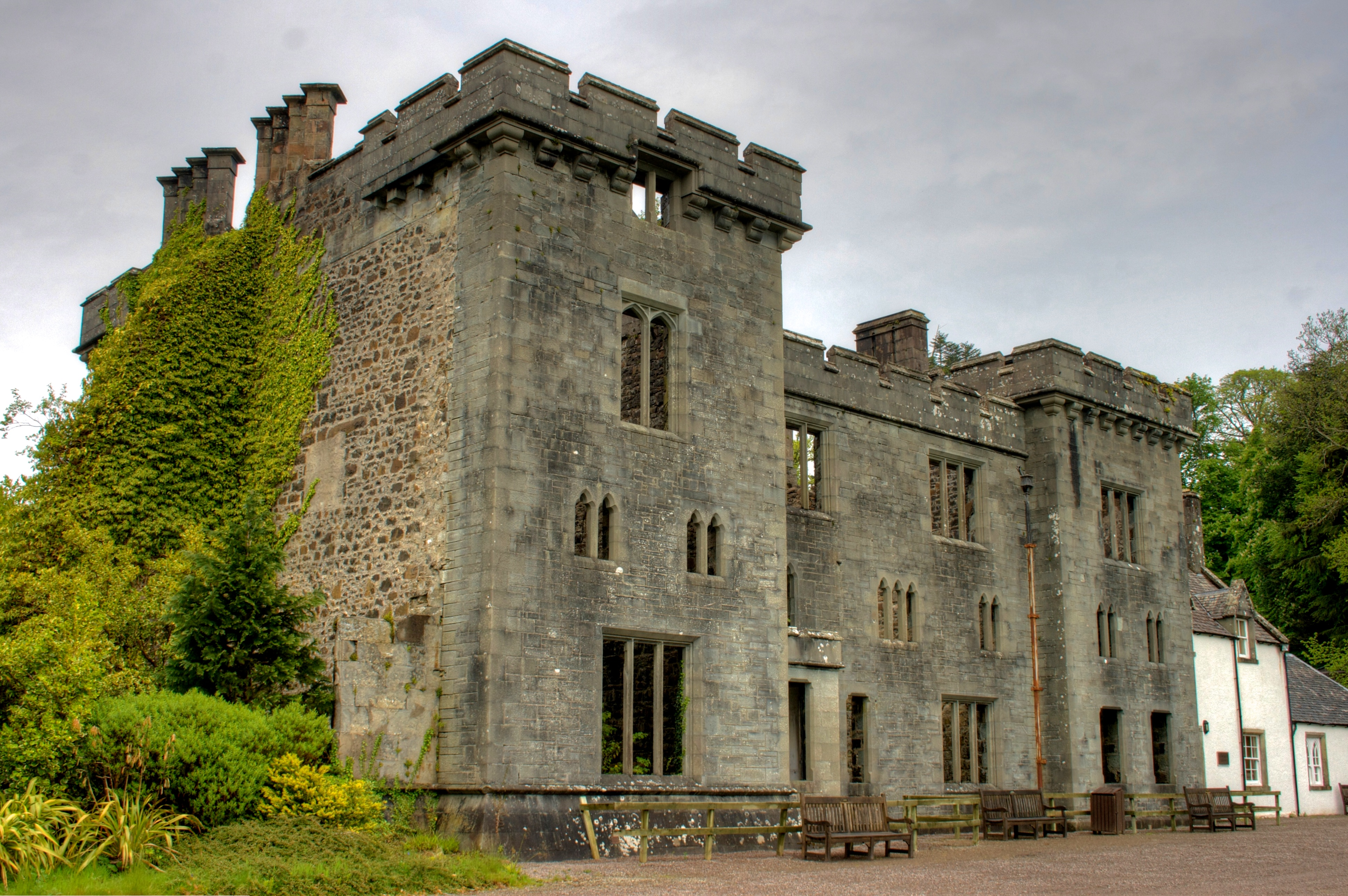
Ruínas do Castelo Armadale, Escócia.

O Castelo de Armadale (em língua inglesa Armadale Castle) é um castelo localizado em Armadale, Escócia.
O castelo foi protegido na categoria B do listed building, em 5 de outubro de 1971.